# Istoria Spaniei
Începând cu secol IX î.Hr., celții, fenicienii, grecii și cartagii au intrat în Peninsula Iberică, urmați de Republica Romană, care a ajuns în secolul II î.Hr.. Limba de acum a Spaniei, religia și sistemul juridic dăinuie din perioada romană. Cucerită de vizigoți în secolul V d. Hr. și atacată de mai multe ori în 711 de maurii nord-africani islamici, Spania modernă a început să se formeze după Reconquista, eforturile de a-i elimina pe mauri, care au rămas aici până în 1492. În timpul dominației maure au existat mai multe state arabe, dintre care unul dintre cele mai puternice a fost califatul de Cordoba, condus de mai mulți emiri cu numele Abd er-Rahman. În 1492 Regina Isabella I de Castilia a început inchiziția spaniolă, care a durat peste 300 ani. Acesta a fost și anul în care i-a dat lui Cristofor Columb banii pentru prima sa călătorie pe Atlantic spre "Lumea Nouă". Până în 1512, unificarea Spaniei din zilele noastre a fost completă. Totuși, proiectul monarhilor castilieni a fost de a unifica întreaga Iberie, iar acest vis a părut aproape îndeplinit, când Filip al II-lea a devenit rege al Portugaliei în 1580, și al celorlalte regate iberice (colectiv cunoscute ca și "Spania" care nu era pe atunci un stat unificat). În 1640, poliția centralistă a Contelui de Olivares a provocat războaie în Portugalia și Catalonia: Portugalia a devenit un regat independent din nou, iar Catalonia s-a bucurat de o independență asistată de Franța, dar pentru scurt timp.
În secolul XVI, Spania a devenit cea mai puternică națiune din Europa, datorită bunăstării derivate din colonizarea spaniolă a Americilor. Dar o serie de războaie lungi și costisitoare și revolte a început declinul puterii Spaniei în Europa.
Disputele privind succesiunea la tron au devastat țara în secolul XVIII (vezi Războiul Spaniol de Succesiune - important, un stat spaniol centralizat a fost stabilit doar după acest război), prin ocupația din partea Franței în timpul erei napoleonice la începutul anilor 1800, și a condus la o serie de conflicte armate și revolte între liberali și suporterii Vechiului Regim în mare parte a secolului XIX; un secol care a reprezentat și pierderea a mare parte din coloniile spaniole din Americi, culminate în Războiul Spano-American dând 1898.
Secolul XX a însemnat inițial instaurarea păcii; colonizarea Saharei de Vest, Marocului Spaniol și a Guineei Ecuatoriale a fost probată ca și un substitut al pierderilor din Americi. O perioadă de dictatură (1923-1931) s-a încheiat prin stabilirea celei de A Doua Republică Spaniolă.
Creșterea polarizării politice, combinat cu creșterea violenței ce nu a putut fi stăpânită de autorități, a dus la izbucnirea Războiului Civil Spaniol în iulie 1936. Urmând victoria forțelor sale naționaliste în 1939, generalul Francisco Franco a condus o națiune epuizată politic și economic.
Totuși, în anii 1960 și anii 1970, Spania a fost transformată treptat într-o economie industrială modernă cu un sector de turism în creștere. După moartea dictatorului Generalul Franco în noiembrie 1975, succesorul său desemnat, Prințul Juan Carlos și-a asumat titlurile de rege și de conducător al statului. El a jucat un rol important în transformarea Spaniei într-un stat democratic modern, mai ales în opoziția unei încercări de lovitură de stat în 1981. Spania a aderat la OTAN în 1982 și a devenit membră a Uniunii Europene în 1986. După moartea lui Franco, vechilor naționalități istorice - Țara Bascilor, Catalonia și Galicia - li s-a acordat o autonomie lărgită, care, s-a extins spre toate regiunile spaniole.

## Începuturi
Spania este un stat creat în urma unor lupte religioase, în principal, între catolicism și islamism, dar și împotriva iudaismului (și într-o măsură mai mică, protestantism).
Majoritatea din Peninsula Iberică au fost mai întâi creștinați, când încă făceau parte din Imperiul Roman.
Cum Roma a decăzut, triburile germanice au invadat cele mai multe insule din fostul imperiu.

## Evul Mediu

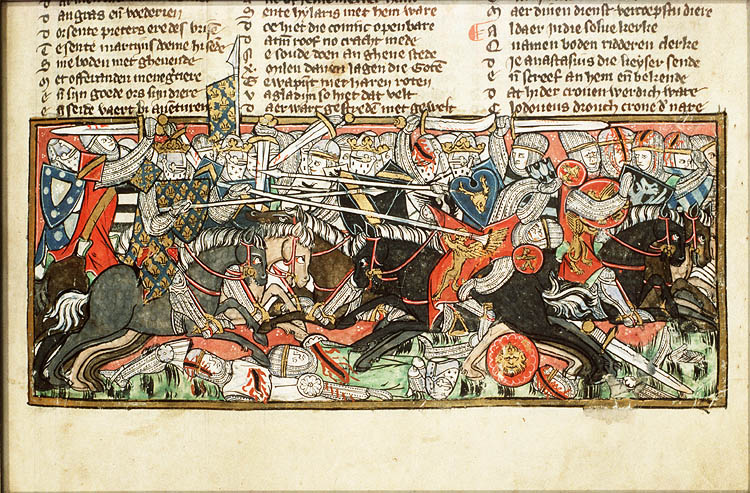
Bătălia dintre Clovis I și vizigoți

### Epoca întunecată
În următorii 410 ani, Spania a intrat sub stăpânirea vizigoților, care au fost convertiți la creștinismul arian, în jurul anului 360.
Regatul vizigot și-a stabilit capitala la Toledo, regatul atingând apogeul în timpul domniei lui Leovigild.
Stăpânirea vizigotă a dus la o expansiune succintă a arianismului în Spania, cu toate acestea, populația autohtonă rămânând majoritar catolică.
În 587, Reccared, regele vizigot din Toledo, a fost convertit la catolicism și a lansat o mișcare pentru unificarea doctrinei.

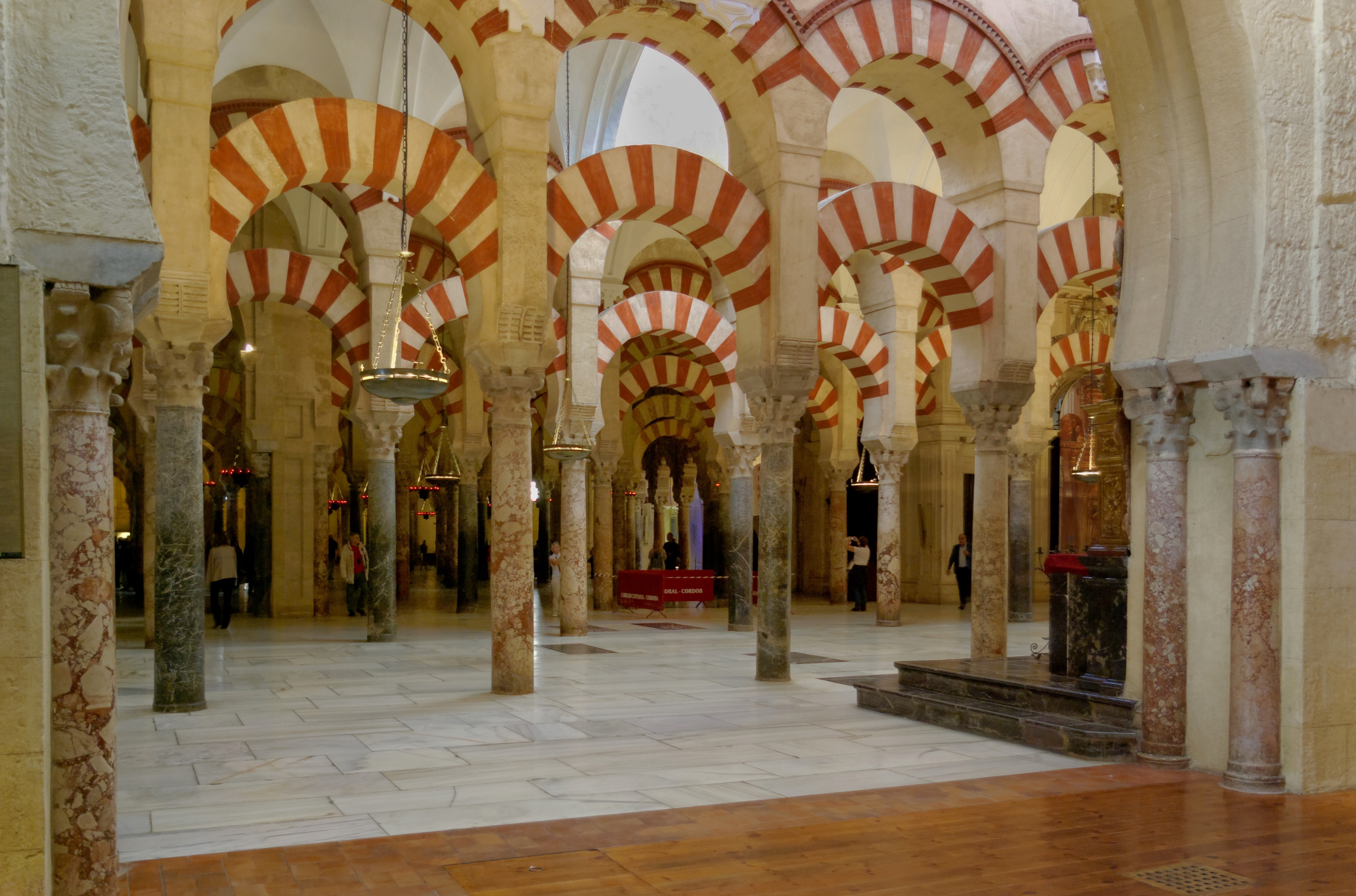
Interiorul moscheii din Cordoba

În 711 un raid arab condus de Tariq ibn Ziyad, a traversat Strâmtoarea Gibraltar și l-a învins pe regele vizigot Roderic în Bătălia de la Guadalupe. Comandantul trupelor arabe, Musabin Nusair, a adus întăriri substanțiale, și până la 718 musulmanii dominau cea mai mare parte a peninsulei, menținând stăpânirea islamică până în 1492.
Creștinii și-au mai exercitat autoritatea doar în nordul Peninsulei Iberice. Aici a fost stabilit marele centru de pelerinaj de Santiago de Compostela. În această perioadă, numărul musulmanilor a crescut foarte mult, deși majoritatea populației a rămas creștină.
În timp ce, sub statutul de dhinnis, musulmanii tolerau pe creștini și evrei, au existat și excepții. În 718, în regiunile muntoase din nordul Spaniei, vizigotul Pelayo a fost ales conducător în lupta împotriva arabilor. El a fondat Regatul Asturia, numit apoi Leon. În timp ce bascii luptau și ei cu arabii, au trebuit să facă față simultan și atacurilor regelui franc Carol cel Mare. Ei l-au ales pe Inigo Arista ca prim-rege al Navarrei, în 824. Regatul Castilliei și cel al Aragonului s-au despărțit de Navarra în 1035.

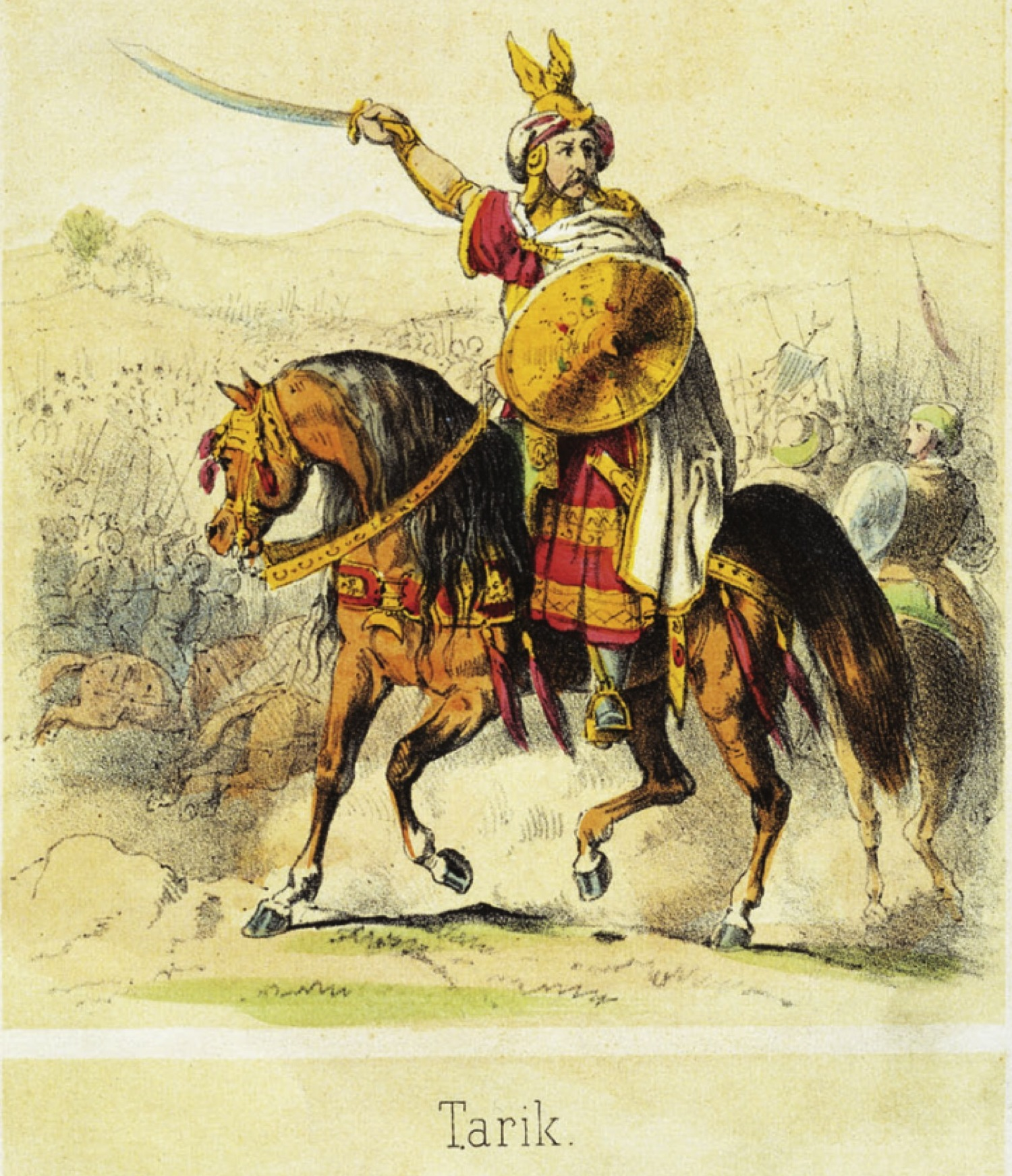
Tarik ibn Ziyad

Era stăpânirii musulmanilor înainte de 1055 este în general considerată o ”Epocă de aur” pentru evrei, viața intelectuală și spirituală a acestora înflorind în Spania. Odată cu colapsul califatului Omeiazilor în secolul XI, Reconquista s-a pus în mișcare prin luptele de eliberare a teritoriilor ocupate de berberi și arabi.

### Evul Mediu
În Evul Mediu, Spania a cunoscut un proces creștin lent de re-cucerire a teritoriilor musulmane. Când în 1147, Almohads a preluat controlul asupra teritoriilor musulmane andaluziene, au inversat atitudinea tolerantă din trecut , și i-au tratat pe creștini cu cruzime. Puși în fața alegerii cu moartea, convertirea sau emigrarea , mulți evrei și creștini au plecat. Creștinismul a oferit baza culturală și religioasă care au ajutat să unească pe cei care s-au ridicat împotriva maurilor și au încercat să îi scoată afară. Creștinismul și Biserica Catolică au contribuit la restabilirea stăpânirii europene asupra Iberiei.
După secole de recuceriri, în care spaniolii au luptat pentru a-i izgoni pe musulmani, Inchiziția Spaniolă împotriva musulmanilor și evreilor a fost stabilită de către Regele Ferdinand și Regina Isabella pentru a finaliza purificarea religioasă a Peninsulei Iberice. În secolele care au urmat , Spania s-a văzut însuși, ca bastion al catolicismului și purității doctrinare.

## Epoca coloniala si moderna
Spania a dus catolicismul spre ”Lumea Noua” si Filipine, insa regii Spaniei au insistat asupra independentei fata de controlul papei, episcopii avand interzis sa raporteze acestuia. In sec. XVIII conducatorii spanioli s-au tras mai departe de papalitate, alungand iezuitii din imperiu in 1767. Inchizitia a fost in cele din urma eliminata in 1830, si chiar dupa, libertatea religioasa a fost negata in practica, daca nu si in teorie. Catolicismul a devenit religia statului in 1851, cand parlamentul spaniol a semnat o intelegere cu Sfantul Scaun, care a obținut ca statul sa plateasca salariile clericilor si sa subventioneze alte cheltuieli ale Bisericii Catolice, ca o compensatie pentru confiscarea proprietatilor bisericesti in Desamortizacion de Mendizabal. La acest pact s-a renuntat in 1931, cand a doua Constitutie a Republicii Spaniole a impus o serie de măsuri anticlericale care au amenintat hegemonia bisericii in Spania, provocand biserica sa ii acorde sprijin lui Francisco Franco in revolta de cinci ani mai tarziu. In Razboiul Civil care a urmat, aproximativ 7.000 de preoți au fost omorâți de comuniști și anarhiștii din zonele republicane.

## De la dictatura lui Franco la monarhie constituționalǎ

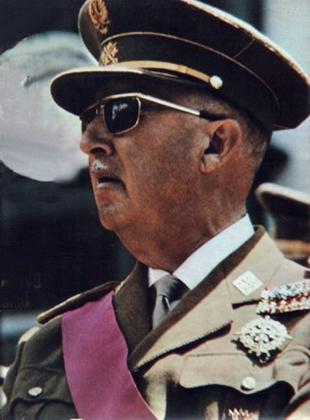
Franco

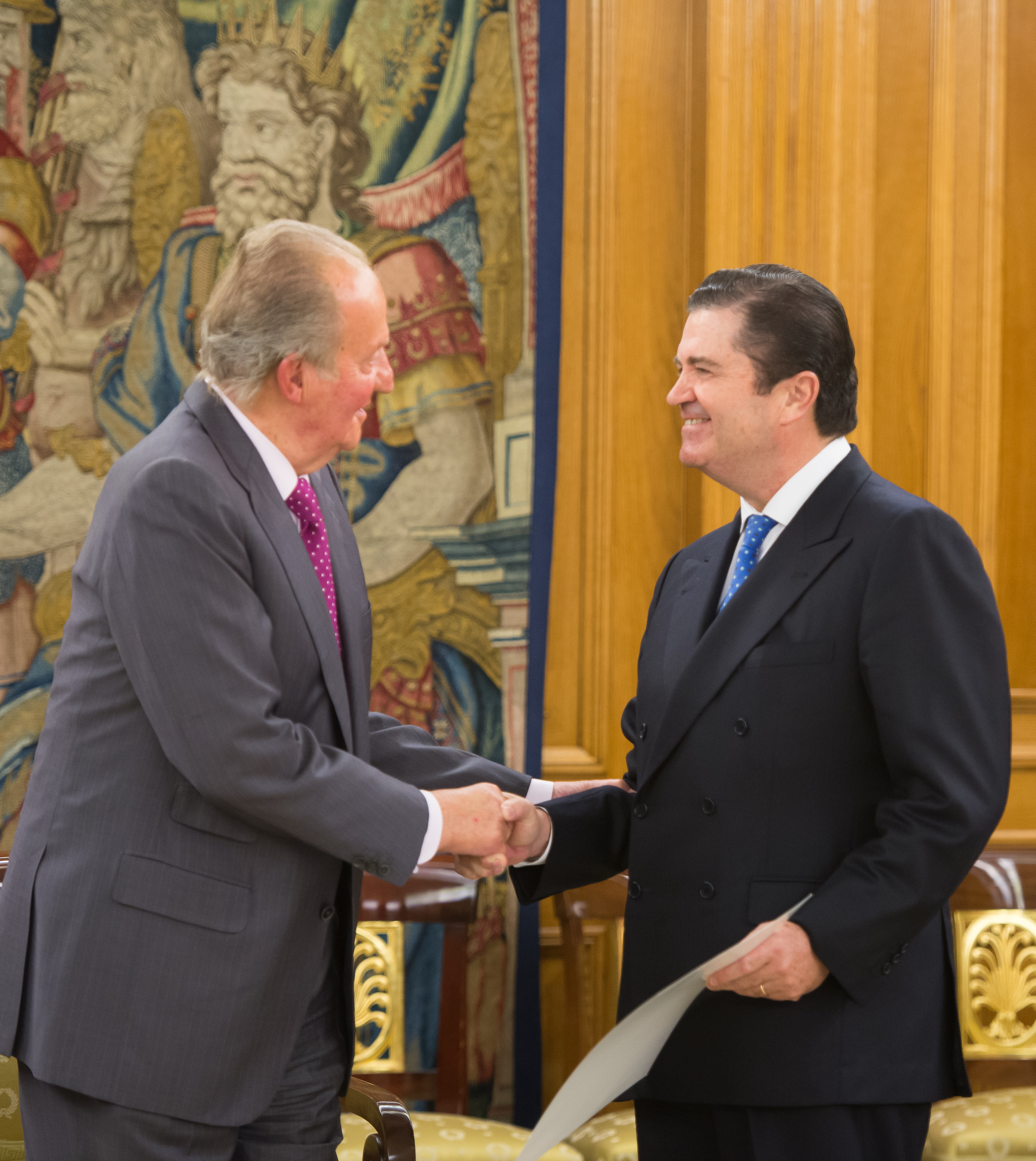
Juan Carlos

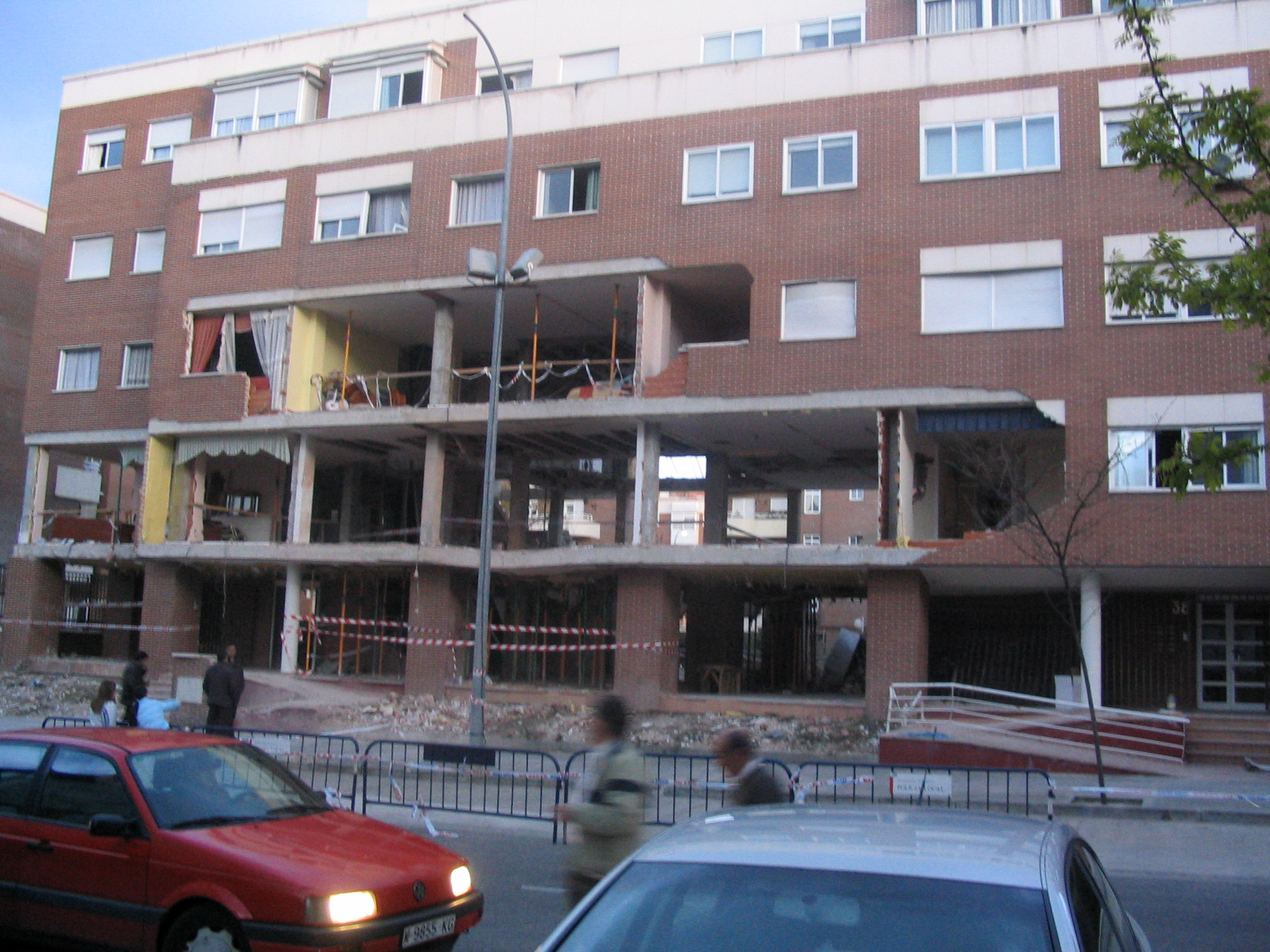
Atentatul din 11 martie 2004

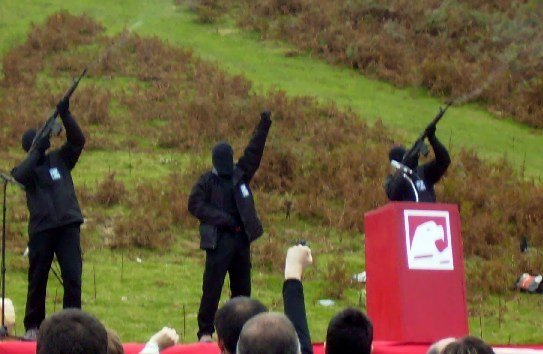
ETA

Francisco Franco a ieșit victorios din războiul civil spaniel și a restabilit monarhia spaniolă în 1947, proclamându-se președinte. Dar Don Juan Carlos de Borbon a refuzat să primească de la el coroana, iar Spania a devenit un regat fără rege. S-a născut o opoziție monarhică, pe care Franco a suprimat-o cu brutalitate. A fost impusă o cenzură strictă a presei, iar sistemul educațional era dominat de biserica catolică. Izolarea internațională a Spaniei se sfârșește în 1953 printr-un arcord cu SUA care garanta utilizarea bazelor militare. S-a semnat o înțelegere cu Vaticanul, iar în 1955, Spania a devenit membru ONU. În anii 60’ au fost aplicate reforme politice limitate și reforme economice, precum și modificări constituționale superficiale. Muncitorii, sprijiniți de cler, aveau dreptul de constituire în sindicate independente și dreptul la grevǎ. Mișcările de opoziție din regiunea bașca și din Catalonia au cerut independențǎ. 
Viața politică, socială și culturală a fost influențată de personalitatea dictatorului. Primul element specific al Spaniei Franchiste este durata foarte mare a dictaturii. Toți hispaniștii importanți au scris biografii ale lui Franco. Cele scrise în timpul vieții lui erau fie apologetice, fie critice, indiferent de naționalitatea istoricilor. Juan Fernandez Figueroa spunea, în 1967, cu aproape 10 ani înainte de sfârșitul dictaturii și cu aproape 30 de ani după începutul dictaturii: „toate cărțile sunt în mâinile sale; el nu face politică, el este politică”. Asupra culturii și-a pus amprentat personalitatea lui Franco.
Sub pseudonim, Franco a scris cărți, scenarii de filme. Gândirea politică era proprie militarilor: simplă și bazată pe disciplină. Franco a spus în mai multe rânduri că societatea trebuie să se poarte ca în armată. Se prezenta faptul că Spania (imperială) a luptat întotdeauna de partea binelui. Cei care erau împotriva politicii conservatoare, tradiționale și catolice erau considerați de partea răului. Până la sfârșitul vieții Franco a trăit iluzia că victoria din Războiul Civil i-a fost dată de Dumnezeu. Când mulți franchiști înrăiți au devenit mai blânzi, spre sfârșitul dictaturii, și au cerut să nu mai fie discriminați cei din tabăra cealaltă, a persistat în gândirea că el reprezenta tabăra binelui, iar adversarii erau în tabăra răului. Franco era reprezentat pe monezile vremii ca și Caudillo del Espana y de la Cruzada. El, șeful Falangei, nu răspunde decât în fața lui Dumnezeu și a istoriei. Franco și susținătorii săi au considerat că au salvat Spania de o distrugere iminentă și mergeau în acest sens, al regeneraționismului. În acest context, în jurul lui Franco s-a dezvoltat un cult al personalității, numit caudilism.
Raymundo Fernandez-Cuesta scria cǎ „este șeful carismatic, omul dat de providență pentru a salva un popor; nu poate fi cuprins de legi, istorie, filosofie; nici știința politică nu-l cuprinde, că el intră în rândul eroilor”
Franco nu avea nicio înclinație pentru prezența publică, nu era carismatic, mic de statură, nu avea capacitatea de a vorbi în fața unui mare public, iar ca personalitate era o figură ștearsă. Franco detesta politica și pe politicieni. Toată perioada dictaturii, cuvinte ca liberalism, democrație etc. erau șterse de cenzură, iar unui apropiat Franco i-a spus să nu se bage în politică. Marea abilitate a lui Franco a fost de manipulator de oameni de pe pozițiile puterii.
Profitând de putere, de prestigiul pe care l-a câștigat, de oamenii de pe poziții importante, schimbându-i când își dorea. Franco avea și putere de muncă birocratică; nu degeaba s-a inspirat din personalitatea lui Felipe II, regele Spaniei din secolul XVI, cel despre care se spune că punea aviz pe toate documentele; pe toate le citea. Cea mai stabilă instituție din vremea lui Franco era guvernul, al cărui conducător era el însuși. Se spune chiar că în discuțiile purtate în guvern, el era mai democrat decât mulți democrați. Multiplele calități de această natură au fost evidențiate de Jose Antonio Giron, unul din miniștrii săi: „pas de bou, privire de șoim, dintre de lup (diente de lobo) și făcea pe prostul”.A fost numit chiar El Prudente.
Circa un milion de spanioli au trebuit să plece din Spania (în Franța, SUA). Scriitori, savanți, istorici de artă, muzicieni, filosofi, oameni politici etc. s-au refugiat în străinătate. Elita Spaniei era în străinătate. Reprezetanți ai naționalismului catalan sau basc au fost epurați. Franco are funcția de șef al partidului unic, de comandant suprem al armatei. La Potsdam s-a discutat și despre Spania franchistă; Franco a lansat o „constituție”, Fuero de los espanoles, în care le acorda oamenilor o serie de libertăți. Nu era diferită de constituțiile comuniste.
Tot din cauza prudenței a scris acest act. A fost schimbat guvernul, căpătând o aură mai deschisă, prin prezența unor reprezentanți ai catolicilor. În 1946-1947, Spania a fost izolată pe plan internațional, decizia fiind luată de Polonia, aflată în sfera comunistă. Polonia comunistă și catolică a fost îndemnată să izoleze Spania, pentru a arăta lumii că acolo domina franchismul și nu catolicismul. Izolarea a durat până în 1947, dar guvernul din 1945 a rămas până în 1951. Cea mai importantă mișcare a fost prezența în guvern, ministru al educației, a lui Luis Jimenez, reprezentant al acțiunii catolice.
Regimul lui Franco și-a pierdut stabilitatea, iar în 1969, Franco l-a numit pe prințul Juan Carlos ca moștenitor al tronului, făcându-l în 1971 adjunctul sǎu. L-a numit premier pe Luis Carrero Blanco. În decembrie 1973, Carrero Blanco a fost asasinat de mișcarea separatist bascǎ ETA. După 1974, franchiștii nu s-au împăcat cu politică premierului Carlos Arias Navarro. 
Franco a murit pe 20 noiembrie 1975. 
Spania fiind exlusă de la distribuirea ajutoarelor prin planul Marshall, programul economic autarhic al partidului de stat, Falanga, a continuat în forță după 1945. S-a pus accent pe reconstructive. Abia în 1950 producția industrială a ajuns la nivelul de producție din 1929. Spania era o țară agrară, deși marea majoritatea populației flămânzea. 4/5 din populație era săracă. După acordul cu SUA privind bazele militare și sprijinul economic american, Spania a fost primită în FMI în 1958. Deschiderea economică a stimulat piață. 33% din populație era angajată în sectorul industrial în anii 1960. Sub influența noii elite aflate la putere, membrii mișcării conservatoare de dreapta Opus Dei, taxele comerciale au fost liberalizate, s-au făcut împrumuturi de la creditori străini, anii 1960 reprezentând o perioada de privatizare și acceptare a investițiilor străine. S-au introdus planurile și ghidurile economice. Primul plan din 1964 a fost centrat pe transport și energie, al doilea în 1971 a promovat învățământul public și agricultură. În 1970 s-a semnat un acord de comerț liber cu CEE. În 1974, ratele de creștere au depășit 5%. Turismul a jucat un rol semnificativ, iar Spania a devenit una dintre marile destinații de vacanță din Europa. O generație de muncitori englezi s-au bucurat de primele vacanțe prin pachetele turistice pe coasta sudică a Spaniei. Banii trimis îin țară de spaniolii muncitori invitați în țări bogate că Franța sau Germania au ajutat la saltul economic și a furnizat regimului sume importante. Turismul se limita însă doar la mediul mediteranean, iar profitul ajungea la câțiva afaceriști bogați sau demnitari corupți. Restul țării era dominat de industrie, afaceri noi fiind create în marile orașe că Madrid sau Barcelona și în regiunea bașca din nord. Are loc o migrație în masă din zonele rurale către orașe. 

Juan Carlos I a urcat pe tronul Spaniei la 22 noiembrie 1975. Împreună cu premierul Adolfo Suarez, numit în 1976, regele a introdus un sistem democratic. Uniunea Democratică de Centru a lui Suarez a câștigat alegerile din 1977, obținând locuri în Adunarea Națională Constituantă. O nouă constituție a fost aprobată în 1978, transformând Spania într-o monarhie constituțională. Fostul Partid de stat, Movimiento Național, a fost dizolvat în 1977, punând capăt sistemului fascist. La 23 februarie 1981, locotenent-colonelul Antonio Tejero, a luat cu asalt clădirea Parlamentului cu sprijinul Gârdei Civile, o organizație paramilitară, sechestrând parlamentarii. Tentativă de lovitură de stat a fost blocată abia după declarația publică fermă a regelui, prin care și-a exprimat credință în democrație. Alegerile din 1982 au fost castiate de Partidul Socialsit Muncitoresc. Premierul Felipe Gonzales Marquez s-a confruntat cu o armata nemulțumită și cu șomajul ridicat. În 1982, Spania a devenit membru NATO, iar în 1986 a aderat la CEE. După pierderea alegerilor din 1996, Gonzales a predate guvernarea Partidului Popular Conservator. Jose Maria Aznar, noul premier s-a înfruntat cu problema concentrării industriei în câteva centre, cu o clasă de mijloc slăbită aflată în pragul sărăciei, și cu șomajul ridicat. Chiar și așa, Spania a făcut un salt de la un stat agrar la un stat industrial. 
Juan Carlos a declarant limbile bașca, galiciana și catalane că fiind limbi oficiale de stat alături de spaniolă. Chiar și așa, luptele pentru autonomie au continuat. 
În septembrie 1977, Catalonia a cerut dreptul de autoguvernare pe care îl primise în 1931. Au urmat demonstrații în regiuni, s-au creat noi partide care cereau autonomie. Conform constituției formulate în 1978, Spania a fost împărțită în 17 regiuni autonome, iar parlamentul național, Cortes, a cuprins un Senat format din camere regionale. Regiunile aveau drept de autoguvernare în lucrările publice, protecția mediului și dezvoltarea economică. 
Procesul de tranziție către democrație a fost amenințat de acte de violență și atentate teroriste sau atentatul din 1968 din care a rezultat 800 de morți, comis de gruparea separatistă bașca ETA care lupta pentru suveranitatea absolută a regiunii basce prin asasinate și sechestrări. Pe 11 martie 2004 a avut loc atentatul comis de al –Qaida în care zece rucsacuri încărcate cu TNT au explodat în patru trenuri în Madrid în timp ce intrau și ieșeau pasageri din patru stații diferite, ucigând 191 de persoane. 
Din 2002 , în Spania se dezbate despre instituirea unei forme de împărțire a puterii între regiuni și statul central.